# Список эпизодов телесериала «Отчаянные домохозяйки»
Ниже приведён список и описание эпизодов американского телесериала «Отчаянные домохозяйки».

## Обзор сезонов
| Сезон | Сезон | Эпизоды | Оригинальная дата показа | Оригинальная дата показа |
| Сезон | Сезон | Эпизоды | Премьера сезона          | Финал сезона             |
| ----- | ----- | ------- | ------------------------ | ------------------------ |
|       | 1     | 23      | 3 октября 2004           | 22 мая 2005              |
|       | 2     | 24      | 25 сентября 2005         | 21 мая 2006              |
|       | 3     | 23      | 24 сентября 2006         | 20 мая 2007              |
|       | 4     | 17      | 30 сентября 2007         | 18 мая 2008              |
|       | 5     | 24      | 28 сентября 2008         | 17 мая 2009              |
|       | 6     | 23      | 27 сентября 2009         | 16 мая 2010              |
|       | 7     | 23      | 26 сентября 2010         | 15 мая 2011              |
|       | 8     | 23      | 25 сентября 2011         | 13 мая 2012              |

## Эпизоды

### Сезон 1: 2004—2005
| № общий | № в сезоне | Название                                             | Режиссёр         | Автор сценария                                                 | Дата премьеры   | Зрители в США (млн) |
| ------- | ---------- | ---------------------------------------------------- | ---------------- | -------------------------------------------------------------- | --------------- | ------------------- |
| 1       | 1          | «Pilot» «Тайны Вистерия Лейн»                        | Чарльз Макдугалл | Марк Черри                                                     | 3 октября 2004  | 21,64               |
| 2       | 2          | «Ah, But Underneath» «Сюрпризы нашей жизни»          | Ларри Шоу        | Марк Черри                                                     | 10 октября 2004 | 20,03               |
| 3       | 3          | «Pretty Little Picture» «Жизнь в страхе»             | Арлин Сэнфорд    | Оливер Голдстик                                                | 17 октября 2004 | 20,87               |
| 4       | 4          | «Who’s that Woman?» «Женские хитрости»               | Джефф Мелман     | Марк Черри и Том Спезиали                                      | 24 октября 2004 | 21,49               |
| 5       | 5          | «Come in, Stranger» «Знакомые незнакомцы»            | Арлин Сэнфорд    | Александра Каннингем                                           | 31 октября 2004 | 22,14               |
| 6       | 6          | «Running to Stand Still» «Новые загадки»             | Фред Гербер      | Трейси Стерн                                                   | 7 ноября 2004   | 24,60               |
| 7       | 7          | «Anything You Can Do» «Цена победы»                  | Ларри Шоу        | Джон Парди и Джой Мерфи                                        | 21 ноября 2004  | 24,21               |
| 8       | 8          | «Guilty» «Чувство вины»                              | Фред Гербер      | Кевин Мерфи                                                    | 28 ноября 2004  | 27,24               |
| 9       | 9          | «Suspicious Minds» «Демон искушений»                 | Ларри Шоу        | Дженна Банс                                                    | 12 декабря 2004 | 21,56               |
| 10      | 10         | «Come Back to Me» «Доверяй, но проверяй»             | Фред Гербер      | Пэтти Лин                                                      | 19 декабря 2004 | 22,34               |
| 11      | 11         | «Move On» «Все мы кого-то ищем»                      | Джон Дэвид Коулс | Дэвид Шульнер                                                  | 9 января 2005   | 25,20               |
| 12      | 12         | «Every Day a Little Death» «Смерть как обещание»     | Дэвид Гроссман   | Крис Блэк                                                      | 16 января 2005  | 24,09               |
| 13      | 13         | «Your Fault» «Груз ответственности»                  | Арлин Сэнфорд    | Кевин Иттен                                                    | 23 января 2005  | 25,95               |
| 14      | 14         | «Love Is in the Air» «Сила любви»                    | Джефф Мелман     | Том Спезьяли                                                   | 13 февраля 2005 | 22,30               |
| 15      | 15         | «Impossible» «Утром ложь станет правдой»             | Ларри Шоу        | Марк Черри Том Спезьяли                                        | 20 февраля 2005 | 24,18               |
| 16      | 16         | «The Ladies Who Lunch» «Все любят скандалы»          | Арлин Сэнфорд    | Александра Каннингем                                           | 27 февраля 2005 | 24,08               |
| 17      | 17         | «There Won’t Be Trumpets» «Герои нашего времени»     | Джефф Мелман     | Джон Парди Джой Мерфи                                          | 3 апреля 2005   | 24,61               |
| 18      | 18         | «Children Will Listen» «Дети, что меняют нашу жизнь» | Ларри Шоу        | Кевин Мерфи                                                    | 10 апреля 2005  | 25,55               |
| 19      | 19         | «Live Alone and Like It» «Испытание одиночеством»    | Арлин Сэнфорд    | Дженна Банс                                                    | 17 апреля 2005  | 25,27               |
| 20      | 20         | «Fear No More» «Чудо весны»                          | Джефф Мелман     | Адам Барр                                                      | 1 мая 2005      | 25,69               |
| 21      | 21         | «Sunday in the Park with George» «Наши клятвы»       | Ларри Шоу        | Кэти Форд                                                      | 8 мая 2005      | 26,10               |
| 22      | 22         | «Goodbye For Now» «Прости-прощай»                    | Дэвид Гроссман   | Джош Сентер                                                    | 15 мая 2005     | 25,28               |
| 23      | 23         | «One Wonderful Day» «Лучшее где-то там»              | Ларри Шоу        | Марк Черри, Джон Парди, Джой Мерфи, Том Спезьяли и Кевин Мерфи | 22 мая 2005     | 30,62               |

### Сезон 2: 2005—2006
| № общий | № в сезоне | Название                                                                  | Режиссёр              | Автор сценария                                                                       | Дата премьеры    | Зрители в США (млн) |
| ------- | ---------- | ------------------------------------------------------------------------- | --------------------- | ------------------------------------------------------------------------------------ | ---------------- | ------------------- |
| 24      | 1          | «Next» «Далее…»                                                           | Ларри Шоу             | Дженна Банс и Кевин Мерфи                                                            | 25 сентября 2005 | 28,36               |
| 25      | 2          | «You Could Drive a Person Crazy» «Ты можешь свести с ума»                 | Дэвид Гроссман        | Крис Блэк и Александра Каннингем                                                     | 2 октября 2005   | 27,11               |
| 26      | 3          | «You'll Never Get Away from Me» «Ты от меня не сбежишь»                   | Арлин Сэнфорд         | Том Спезьяли и Элли Герман                                                           | 9 октября 2005   | 26,06               |
| 27      | 4          | «My Heart Belongs to Daddy» «Моё сердце принадлежит отцу»                 | Роберт Дункан Макнейл | Джон Парди и Джой Мерфи                                                              | 16 октября 2005  | 25,78               |
| 28      | 5          | «They Asked Me Why I Believe in You» «Они спрашивают, почему я тебе верю» | Дэвид Гроссман        | Алан Кросс                                                                           | 23 октября 2005  | 25,22               |
| 29      | 6          | «I Wish I Could Forget You» «Жаль, что не могу тебя забыть»               | Ларри Шоу             | Кевин Эттен и Джош Сентер                                                            | 6 ноября 2005    | 23,93               |
| 30      | 7          | «Color and Light» «Цвет и свет»                                           | Дэвид Гроссман        | Марк Черри                                                                           | 13 ноября 2005   | 25,93               |
| 31      | 8          | «The Sun Won't Set» «Солнце не зайдёт»                                    | Стивен Крэгг          | Дженна Банс                                                                          | 20 ноября 2005   | 25,92               |
| 32      | 9          | «That's Good, That's Bad» «Это хорошо, это плохо»                         | Ларри Шоу             | Кевин Мерфи                                                                          | 27 ноября 2005   | 25,89               |
| 33      | 10         | «Coming Home» «Дорога домой»                                              | Арлин Сэнфорд         | Крис Блэк                                                                            | 4 декабря 2005   | 25,52               |
| 34      | 11         | «One More Kiss» «Ещё один поцелуй»                                        | Уэнди Станзлер        | Джой Мерфи и Джон Парди                                                              | 8 января 2006    | 23,72               |
| 35      | 12         | «We're Gonna Be All Right» «Всё будет хорошо»                             | Дэвид Гроссман        | Александра Каннингем                                                                 | 15 января 2006   | 22,52               |
| 36      | 13         | «There's Something About a War» «Кое-что о войне»                         | Ларри Шоу             | Кевин Эттен                                                                          | 22 января 2006   | 25,33               |
| 37      | 14         | «Silly People» «Глупые люди»                                              | Роберт Дункан Макнейл | Том Спезьяли                                                                         | 12 февраля 2006  | 23,47               |
| 38      | 15         | «Thank You So Much» «Огромное спасибо»                                    | Дэвид Гроссман        | Дэви Уоллер                                                                          | 19 февраля 2006  | 23,41               |
| 39      | 16         | «There Is No Other Way» «Другого выхода нет»                              | Рэнди Зиск            | Брюс Зиммерман                                                                       | 12 марта 2006    | 22,20               |
| 40      | 17         | «Could I Leave You?» «Могу я уйти?»                                       | Пэм Томас             | Скотт Сэнфорд Тобис                                                                  | 26 марта 2006    | 21,41               |
| 41      | 18         | «Everybody Says Don't» «Все говорят «Нет»»                                | Том Шеронес           | Дженна Банс и Александра Каннингем (телесценарий); Джим Линкольн (сюжет)             | 2 апреля 2006    | 21,82               |
| 42      | 19         | «Don't Look at Me» «Не смотри на меня»                                    | Дэвид Гроссман        | Джош Сентер                                                                          | 16 апреля 2006   | 20,02               |
| 43      | 20         | «It Wasn't Meant to Happen» «Так не должно было случиться»                | Ларри Шоу             | Марк Черри и Том Спезьяли                                                            | 30 апреля 2006   | 21,30               |
| 44      | 21         | «I Know Things Now» «Теперь я знаю»                                       | Уэнди Станзлер        | Кевин Эттен и Брюс Зиммерман                                                         | 7 мая 2006       | 21,33               |
| 45      | 22         | «No One Is Alone» «Никто не одинок»                                       | Дэвид Гроссман        | Кевин Мерфи и Крис Блэк                                                              | 14 мая 2006      | 21,03               |
| 4647    | 2324       | «Remember» «Память»                                                       | Ларри Шоу             | Марк Черри и Дженна Банс (телесценарий); Александра Каннингем и Том Спезьяли (сюжет) | 21 мая 2006      | 24,23               |

### Сезон 3: 2006—2007
| № общий | № в сезоне | Название                                                                  | Режиссёр       | Автор сценария                            | Дата премьеры    | Зрители в США (млн) |
| ------- | ---------- | ------------------------------------------------------------------------- | -------------- | ----------------------------------------- | ---------------- | ------------------- |
| 48      | 1          | «Listen to the Rain on the Roof» «Прислушайся, как стучит дождь по крыше» | Ларри Шоу      | Марк Черри и Джефф Гринстайн              | 24 сентября 2006 | 24,09               |
| 49      | 2          | «It Takes Two» «Нужны двое»                                               | Дэвид Гроссман | Кевин Мерфи и Дженна Банс                 | 1 октября 2006   | 21,42               |
| 50      | 3          | «A Weekend in the Country» «Выходные за городом»                          | Уэнди Станзлер | Боб Дейли                                 | 8 октября 2006   | 20,96               |
| 51      | 4          | «Like It Was» «Как это было»                                              | Ларри Шоу      | Джон Парди и Джой Мерфи                   | 15 октября 2006  | 20,64               |
| 52      | 5          | «Nice She Ain't» «Правда, милашка?»                                       | Дэвид Уоррен   | Александра Каннингем и Сьюзан Нира Джэффи | 22 октября 2006  | 19,71               |
| 53      | 6          | «Sweetheart, I Have to Confess» «Любовь моя, хочу признаться»             | Дэвид Гроссман | Дэви Уоллер и Джош Сентер                 | 29 октября 2006  | 21,24               |
| 54      | 7          | «Bang» «Ба-бах»                                                           | Ларри Шоу      | Джо Кинан                                 | 5 ноября 2006    | 22,65               |
| 55      | 8          | «Children and Art» «Дети и искусство»                                     | Уэнди Станзлер | Кевин Эттен и Дженна Банс                 | 12 ноября 2006   | 22,27               |
| 56      | 9          | «Beautiful Girls» «Девочки-красавицы»                                     | Дэвид Гроссман | Дэви Уоллер и Сьюзан Нира Джэффи          | 19 ноября 2006   | 21,63               |
| 57      | 10         | «The Miracle Song» «Сказание о чуде»                                      | Ларри Шоу      | Боб Дейли                                 | 26 ноября 2006   | 21,43               |
| 58      | 11         | «No Fits, No Fights, No Feuds» «Тишь да гладь, божья благодать»           | Санаа Хамри    | Александра Каннингем и Джош Сентер        | 7 января 2007    | 18,71               |
| 59      | 12         | «Not While I'm Around» «Во всяком случае, не при моей жизни»              | Дэвид Гроссман | Кевин Мерфи и Кевин Эттен                 | 14 января 2007   | 16,76               |
| 60      | 13         | «Come Play Wiz Me» «Пошли, поиграем»                                      | Ларри Шоу      | Валери Аэрн и Кристиан Маклаффлин         | 21 января 2007   | 17,14               |
| 61      | 14         | «I Remember That» «Я это помню»                                           | Дэвид Уоррен   | Джон Парди и Джой Мерфи                   | 11 февраля 2007  | 18,10               |
| 62      | 15         | «The Little Things You Do Together» «То, что мы делаем вместе»            | Дэвид Гроссман | Марк Черри и Джо Кинан                    | 18 февраля 2007  | 18,51               |
| 63      | 16         | «My Husband, the Pig» «Мой муж, свинья»                                   | Ларри Шоу      | Брайан А. Александр                       | 4 марта 2007     | 18,31               |
| 64      | 17         | «Dress Big» «Приодеться»                                                  | Мэтью Дайэмонд | Кевин Иттен и Сьюзан Нира Джэффи          | 8 апреля 2007    | 15,93               |
| 65      | 18         | «Liaisons» «Связи»                                                        | Дэвид Гроссман | Дженна Банс и Александра Каннингем        | 15 апреля 2007   | 16,35               |
| 66      | 19         | «God, That's Good» «Господи, как хорошо!»                                 | Ларри Шоу      | Дэви Уоллер и Джош Сентер                 | 22 апреля 2007   | 15,91               |
| 67      | 20         | «Gossip» «Сплетни»                                                        | Уэнди Станзлер | Джон Парди и Джой Мерфи                   | 29 апреля 2007   | 17,17               |
| 68      | 21         | «Into the Woods» «В лесной чаще»                                          | Дэвид Гроссман | Александра Каннингем                      | 6 мая 2007       | 17,16               |
| 69      | 22         | «What Would We Do Without You?» «Что бы мы делали без вас?»               | Ларри Шоу      | Боб Дейли                                 | 13 мая 2007      | 16,13               |
| 70      | 23         | «Getting Married Today» «Сегодня свадьба»                                 | Дэвид Гроссман | Джо Кинан и Кевин Мерфи                   | 20 мая 2007      | 18,82               |

### Сезон 4: 2007—2008
| № общий | № в сезоне | Название                                                              | Режиссёр       | Автор сценария                              | Дата премьеры    | Зрители в США (млн) |
| ------- | ---------- | --------------------------------------------------------------------- | -------------- | ------------------------------------------- | ---------------- | ------------------- |
| 71      | 1          | «Now You Know» «Теперь ты знаешь»                                     | Ларри Шоу      | Марк Черри                                  | 30 сентября 2007 | 19,32               |
| 72      | 2          | «Smiles of a Summer Night» «Улыбка летней ночи»                       | Дэвид Гроссман | Боб Дейли и Мэтт Берри                      | 7 октября 2007   | 17,82               |
| 73      | 3          | «The Game» «Игра»                                                     | Бетани Руни    | Марк Черри и Джефф Гринстайн                | 14 октября 2007  | 18,89               |
| 74      | 4          | «If There's Anything I Can't Stand» «Напасти»                         | Ларри Шоу      | Александра Каннингем и Лори Кирклэнд Бейкер | 21 октября 2007  | 18,21               |
| 75      | 5          | «Art Isn't Easy» «Искусство даётся не просто»                         | Дэвид Гроссман | Джейсон Ганзель                             | 28 октября 2007  | 18,28               |
| 76      | 6          | «Now I Know, Don't Be Scared» «Теперь я знаю, не бойся»               | Ларри Шоу      | Сьюзан Нира Джеффи и Дави Уоллер            | 4 ноября 2007    | 18,58               |
| 77      | 7          | «You Can't Judge a Book By Its Cover» «Не суди о книге по её обложке» | Дэвид Уоррен   | Чак Ранберг и Энн Флетт-Джиордано           | 11 ноября 2007   | 18,63               |
| 78      | 8          | «Distant Past» «Далёкое прошлое»                                      | Джей Торрс     | Джо Кинан                                   | 25 ноября 2007   | 18,64               |
| 79      | 9          | «Something's Coming» «Что-то надвигается»                             | Дэвид Гроссман | Джой Мерфи и Джон Парди                     | 2 декабря 2007   | 20,65               |
| 80      | 10         | «Welcome to Kanagawa» «Добро пожаловать в Канагаву»                   | Ларри Шоу      | Джеми Горенберг и Джордон Нардино           | 6 января 2008    | 19,78               |
| 81      | 11         | «Sunday» «Воскресенье»                                                | Дэвид Гроссман | Александра Каннингем и Лори Киркланд Бейкер | 13 апреля 2008   | 16,37               |
| 82      | 12         | «In Buddy's Eyes» «Глазами друга»                                     | Ларри Шоу      | Джефф Гринстайн                             | 20 апреля 2008   | 15,75               |
| 83      | 13         | «Hello, Little Girl» «Привет, малышка»                                | Бетани Руни    | Сьюзан Нира Джеффи и Джеми Горенберг        | 27 апреля 2008   | 16,35               |
| 84      | 14         | «Opening Doors» «Открывающиеся двери»                                 | Дэвид Гроссман | Дави Уоллер и Джордон Нардино               | 4 мая 2008       | 16,76               |
| 85      | 15         | «Mother Said» «Мамочка сказала»                                       | Дэвид Уоррен   | Чак Ранберг и Энн Флетт-Джиордано           | 11 мая 2008      | 15,43               |
| 86      | 16         | «The Gun Song» «Песня ружья»                                          | Бетани Руни    | Боб Дейли и Мэтт Берри                      | 18 мая 2008      | 16,84               |
| 87      | 17         | «Free» «Свобода»                                                      | Дэвид Гроссман | Джефф Гринстайн                             | 18 мая 2008      | 16,84               |

### Сезон 5: 2008—2009
| № общий | № в сезоне | Название                                                                                | Режиссёр       | Автор сценария          | Дата премьеры    | Зрители в США (млн) |
| ------- | ---------- | --------------------------------------------------------------------------------------- | -------------- | ----------------------- | ---------------- | ------------------- |
| 88      | 1          | «You're Gonna Love Tomorrow» «Завтра будет хорошо»                                      | Ларри Шоу      | Марк Черри              | 28 сентября 2008 | 18,68               |
| 89      | 2          | «We're So Happy You're So Happy» «Мы так рады, что ты рада»                             | Дэвид Гроссман | Александра Каннингем    | 5 октября 2008   | 15,69               |
| 90      | 3          | «Kids Ain't Like Everybody Else» «К детям нужен подход»                                 | Бетани Руни    | Джо Кинан               | 12 октября 2008  | 15,51               |
| 91      | 4          | «Back in Business» «За работу»                                                          | Скотт Эллис    | Джон Парди и Джой Мерфи | 19 октября 2008  | 15,49               |
| 92      | 5          | «Mirror Mirror» «Свет мой, зеркальце…»                                                  | Дэвид Гроссман | Джефф Гринстайн         | 26 октября 2008  | 15,95               |
| 93      | 6          | «There's Always a Woman» «Ищите женщину»                                                | Мэтью Дайэмонд | Джон Пол Баллок III     | 2 ноября 2008    | 15,93               |
| 94      | 7          | «What More Do I Need?» «Чего ещё желать?»                                               | Ларри Шоу      | Мэтт Берри              | 9 ноября 2008    | 15,85               |
| 95      | 8          | «City on Fire» «Город в огне»                                                           | Дэвид Гроссман | Боб Дейли               | 16 ноября 2008   | 16,84               |
| 96      | 9          | «Me and My Town» «Я и мой городок»                                                      | Дэвид Уоррен   | Лори Киркланд Бейкер    | 30 ноября 2008   | 15,81               |
| 97      | 10         | «A Vision's Just a Vision» «Представление — это всего лишь представление»               | Ларри Шоу      | Дэвид Флеботт           | 7 декабря 2008   | 16,09               |
| 98      | 11         | «Home Is the Place» «Дом — то самое место»                                              | Дэвид Гроссман | Джеми Горенберг         | 4 января 2009    | 14,39               |
| 99      | 12         | «Connect! Connect!» «Приём! Приём!»                                                     | Кен Уиттингем  | Джордан Нардино         | 11 января 2009   | 13,79               |
| 100     | 13         | «The Best Thing That Ever Could Have Happened» «Лучшее, что могло случиться»            | Ларри Шоу      | Марк Черри и Боб Дейли  | 18 января 2009   | 13,08               |
| 101     | 14         | «Mama Spent Money When She Had None» «Мама потратила деньги, которых у неё не было»     | Дэвид Уоррен   | Джейсон Гензель         | 8 февраля 2009   | 13,82               |
| 102     | 15         | «In a World Where the Kings Are Employers» «Мир, в котором короли работают»             | Дэвид Гроссман | Лори Киркланд Бейкер    | 15 февраля 2009  | 14,01               |
| 103     | 16         | «Crime Doesn't Pay» «Преступление не окупается»                                         | Ларри Шоу      | Джеми Горенберг         | 8 марта 2009     | 13,65               |
| 104     | 17         | «The Story of Lucy and Jessie» «История Люси и Джесси»                                  | Бетани Руни    | Джордан Нардино         | 15 марта 2009    | 14,60               |
| 105     | 18         | «A Spark. To Pierce the Dark.» «Шокирующее откровение»                                  | Дэвид Гроссман | Александра Каннингем    | 22 марта 2009    | 14,75               |
| 106     | 19         | «Look Into Their Eyes and You See What They Know» «Взгляни им в глаза и ты всё поймёшь» | Ларри Шоу      | Мэтт Берри              | 19 апреля 2009   | 13,85               |
| 107     | 20         | «Rose's Turn» «Дьявол и Роуз»                                                           | Дэвид Уоррен   | Дэвид Флеботт           | 26 апреля 2009   | 13,64               |
| 108     | 21         | «Bargaining» «Торговля»                                                                 | Дэвид Гроссман | Дэвид Шладвэйлер        | 3 мая 2009       | 13,49               |
| 109     | 22         | «Marry Me a Little» «Поженись на мне немножко»                                          | Ларри Шоу      | Джейсон Гензель         | 10 мая 2009      | 12,29               |
| 110     | 23         | «Everybody Says Don't» «Все говорят „не надо“»                                          | Бетани Руни    | Джон Парди и Джой Мерфи | 17 мая 2009      | 13,96               |
| 111     | 24         | «If It's Only In Your Head» «В плену иллюзий»                                           | Дэвид Гроссман | Джеффри Ричман          | 17 мая 2009      | 13,96               |

### Сезон 6: 2009—2010
| № общий | № в сезоне | Название                                                                        | Режиссёр       | Автор сценария                   | Дата премьеры    | Зрители в США (млн) |
| ------- | ---------- | ------------------------------------------------------------------------------- | -------------- | -------------------------------- | ---------------- | ------------------- |
| 112     | 1          | «Nice Is Different Than Good» «„Милая“ не значит „хорошая“»                     | Ларри Шоу      | Марк Черри                       | 27 сентября 2009 | 13,64               |
| 113     | 2          | «Being Alive» «Выжить»                                                          | Дэвид Гроссман | Мэтт Берри                       | 4 октября 2009   | 14,64               |
| 114     | 3          | «Never Judge a Lady by Her Lover» «Не судите о даме по её возлюбленному»        | Эндрю Дорфер   | Боб Дейли                        | 11 октября 2009  | 13,42               |
| 115     | 4          | «The God-Why-Don't-You-Love-Me Blues» «Блюз „господи-почему-ты-меня-не-любишь“» | Дэвид Уорен    | Александра Каннингем             | 18 октября 2009  | 13,68               |
| 116     | 5          | «Everybody Ought to Have a Maid» «У каждого должна быть горничная»              | Ларри Шоу      | Джеми Горенберг                  | 25 октября 2009  | 14,18               |
| 117     | 6          | «Don't Walk on the Grass» «По газонам не ходить»                                | Дэвид Гроссман | Марко Пиннетти                   | 1 ноября 2009    | 14,08               |
| 118     | 7          | «Careful the Things You Say» «Думай, о чем говоришь»                            | Бетани Руни    | Питер Лефкурт                    | 8 ноября 2009    | 13,80               |
| 119     | 8          | «The Coffee Cup» «Кофейная чашка»                                               | Ларри Шоу      | Дэйв Флиботт                     | 15 ноября 2009   | 14,72               |
| 120     | 9          | «Would I Think of Suicide?» «Кому бы могло прийти в голову самоубийство?»       | Кен Уиттингем  | Джейсон Ганзэль                  | 29 ноября 2009   | 12,78               |
| 121     | 10         | «Boom Crunch» «Удар»                                                            | Дэвид Гроссман | Джон Парди и Джоуи Мёрфи         | 6 декабря 2009   | 14,86               |
| 122     | 11         | «If...» «Если бы…»                                                              | Ларри Шоу      | Джеми Горенберг                  | 3 января 2010    | 15,35               |
| 123     | 12         | «You Gotta Get a Gimmick» «Надо только придумать хитрость»                      | Дэвид Гроссман | Джо Кинан                        | 10 января 2010   | 14,03               |
| 124     | 13         | «How About a Friendly Shrink?» «Как насчет симпатичного психотерапевта?»        | Лонни Прайс    | Джейсон Ганзэль                  | 17 января 2010   | 11,32               |
| 125     | 14         | «The Glamorous Life» «Красивая жизнь»                                           | Бетани Руни    | Дэйв Флиботт                     | 31 января 2010   | 11,44               |
| 126     | 15         | «Lovely» «Прелесть»                                                             | Дэвид Уорен    | Дэвид Шладвэйлер                 | 21 февраля 2010  | 10,92               |
| 127     | 16         | «The Chase» «Преследование»                                                     | Ларри Шоу      | Джон Парди и Джоуи Мёрфи         | 28 февраля 2010  | 10,89               |
| 128     | 17         | «Chromolume No. 7» «Хромолюм №7»                                                | Лонни Прайс    | Марко Пиннетти                   | 14 марта 2010    | 12,01               |
| 129     | 18         | «My Two Young Men» «Мои два юноши»                                              | Дэвид Гроссман | Боб Дейли                        | 21 марта 2010    | 10,84               |
| 130     | 19         | «We All Deserve to Die» «Мы все заслуживаем смерти»                             | Ларри Шоу      | Джозен МакГиббон и Сара Парриотт | 18 апреля 2010   | 10,62               |
| 131     | 20         | «Epiphany» «Прозрение»                                                          | Дэвид Гроссман | Марк Черри                       | 25 апреля 2010   | 11,29               |
| 132     | 21         | «A Little Night Music» «Маленькая ночная серенада»                              | Дэвид Уорен    | Мэтт Берри                       | 2 мая 2010       | 12,12               |
| 133     | 22         | «The Ballad of Booth» «Баллада о Буте»                                          | Ларри Шоу      | Боб Дейли                        | 9 мая 2010       | 11,36               |
| 134     | 23         | «I Guess This Is Goodbye» «Думаю, настало время прощаться»                      | Дэвид Гроссман | Александра Каннингем             | 16 мая 2010      | 12,75               |

### Сезон 7: 2010—2011
| № общий | № в сезоне | Название                                                                          | Режиссёр         | Автор сценария                    | Дата премьеры    | Зрители в США (млн) |
| ------- | ---------- | --------------------------------------------------------------------------------- | ---------------- | --------------------------------- | ---------------- | ------------------- |
| 135     | 1          | «Remember Paul?» «Помните Пола?»                                                  | Дэвид Гроссман   | Марк Черри                        | 26 сентября 2010 | 13,06               |
| 136     | 2          | «You Must Meet My Wife» «Знакомьтесь, моя жена»                                   | Ларри Шоу        | Дэвид Флэботт                     | 3 октября 2010   | 13,23               |
| 137     | 3          | «Truly Content» «По-настоящему спокоен»                                           | Тара Николь Вейр | Мэтт Берри                        | 10 октября 2010  | 12,38               |
| 138     | 4          | «The Thing That Counts is What's Inside» «Главное - что внутри»                   | Дэвид Гроссман   | Джейсон Ганзел                    | 17 октября 2010  | 12,67               |
| 139     | 5          | «Let Me Entertain You» «Позвольте вас развлечь»                                   | Лорри Прайс      | Сара Париотт, Джосанн МакГиббон   | 24 октября 2010  | 12,16               |
| 140     | 6          | «Excited and Scared» «Страшно и интересно»                                        | Джеф Гринстейн   | Джеф Гринстейн                    | 31 октября 2010  | 11,10               |
| 141     | 7          | «A Humiliating Business» «Унижение»                                               | Ларри Шоу        | Марко Пеннетт                     | 7 ноября 2010    | 12,72               |
| 142     | 8          | «Sorry Grateful» «Благодарность с грустью»                                        | Дэвид Гроссман   | Анни Вейсман                      | 14 ноября 2010   | 11,92               |
| 143     | 9          | «Pleasant Little Kingdom» «Маленькое уютное царство»                              | Арлин Сенфорд    | Дейв Флеботт                      | 5 декабря 2010   | 11,36               |
| 144     | 10         | «Down the Block There's a Riot» «Бунт в конце квартала»                           | Ларри Шоу        | Марк Черри                        | 12 декабря 2010  | 11,60               |
| 145     | 11         | «Assassins» «Убийцы»                                                              | Дэвид Варрен     | Джон Пол Буллок III               | 2 января 2011    | 12,19               |
| 146     | 12         | «Where Do I Belong?» «Потерянные»                                                 | Дэвид Гроссман   | Дэвид Шладвейлер                  | 9 января 2011    | 12,83               |
| 147     | 13         | «I'm Still Here» «Я все еще здесь»                                                | Лонни Прайс      | Джосанн МакГиббон и Сара Парриотт | 16 января 2011   | 10,25               |
| 148     | 14         | «Flashback» «Навязчивые воспоминания»                                             | Эндрю Дёрфер     | Мэтт Берри                        | 13 февраля 2011  | 9,20                |
| 149     | 15         | «Farewell Letter» «Прощальное письмо»                                             | Дэвид Гроссман   | Марко Пенетт                      | 20 февраля 2011  | 10,58               |
| 150     | 16         | «Searching» «В поиске»                                                            | Ларри Шоу        | Джефф Гристейн                    | 6 марта 2011     | 11,35               |
| 151     | 17         | «Everything's Different, Nothing's Changed» «Все по-новому, ничего не изменилось» | Дэвид Уаррен     | Анни Вейсман                      | 3 апреля 2011    | 9,05                |
| 152     | 18         | «Moments in the Woods» «Сцены в лесу»                                             | Дэвид Гроссман   | Джон Пол Буллок III               | 17 апреля 2011   | 9,11                |
| 153     | 19         | «The Lies Ill-Concealed» «Плохо скрытая ложь»                                     | Ларри Шоу        | Дэвид Шладвейлер                  | 24 апреля 2011   | 10,15               |
| 154     | 20         | «I'll Swallow Poison on Sunday» «Приму яд в воскресенье»                          | Дэвид Уоррен     | Джейсон Гензел                    | 1 мая 2011       | 9,44                |
| 155     | 21         | «Then I Really Got Scared» «И тогда мне стало страшно»                            | Ларри Шоу        | Валери А. Бротски                 | 8 мая 2011       | 10,00               |
| 156     | 22         | «And Lots of Security…» «И совсем безопасно…»                                     | Дэвид Гроссман   | Джо Кинан                         | 15 мая 2011      | 10,25               |
| 157     | 23         | «Come on Over for Dinner» «Заходите к нам на ужин»                                | Ларри Шоу        | Боб Дейли                         | 15 мая 2011      | 10,25               |

### Сезон 8: 2011—2012
| № общий | № в сезоне | Название                                                                    | Режиссёр            | Автор сценария                       | Дата премьеры    | Зрители в США (млн) |
| ------- | ---------- | --------------------------------------------------------------------------- | ------------------- | ------------------------------------ | ---------------- | ------------------- |
| 158     | 1          | «Secrets That I Never Want To Know» «Тайны, о которых я не желаю знать»     | Дэвид Гроссман      | Боб Дэйли                            | 25 сентября 2011 | 9,93                |
| 159     | 2          | «Making the Connection» «Устанавливая связь»                                | Тара Николь Вейр    | Мэтт Берри                           | 2 октября 2011   | 9,16                |
| 160     | 3          | «Watch While I Revise the World» «Мой взгляд на мир»                        | Дэвид Уоррен        | Джон Пол Буллок III                  | 9 октября 2011   | 8,63                |
| 161     | 4          | «School of Hard Knocks» «Школа крутых ударов»                               | Дэвид Гроссман      | Марко Пеннетт                        | 16 октября 2011  | 8,27                |
| 162     | 5          | «The Art of Making Art» «Искусство создания искусства»                      | Лонни Прайс         | Дейв Флеботт                         | 23 октября 2011  | 9,17                |
| 163     | 6          | «Witch's Lament» «Плач ведьмы»                                              | Тони Плана          | Энни Вейсман                         | 30 октября 2011  | 9,28                |
| 164     | 7          | «Always in Control» «Всегда под контролем»                                  | Джефф Гринстейн     | Джефф Гринстейн                      | 6 ноября 2011    | 8,78                |
| 165     | 8          | «Suspicion Song» «Песнь подозрения»                                         | Дженнифер Гетцингер | Дэвид Швальдвейлер                   | 13 ноября 2011   | 9,29                |
| 166     | 9          | «Putting It Together» «Вместе мы справимся»                                 | Дэвид Уоррен        | Шейла Лоренс                         | 4 декабря 2011   | 8,09                |
| 167     | 10         | «What's to Discuss, Old Friend?» «Нам есть что обсудить, старый знакомый»   | Девид Гроссман      | Венди Мерикл                         | 8 января 2012    | 8,84                |
| 168     | 11         | «Who Can Say That's True?» «Кто скажет, что это правда?»                    | Ларри Шоу           | Брайан Танен                         | 15 января 2012   | 7,91                |
| 169     | 12         | «What's the Good of Being Good» «Что хорошего в том, чтобы быть правильным» | Рон Андервуд        | Джейсон Гэнзел                       | 22 января 2012   | 7,48                |
| 170     | 13         | «Is This What You Call Love?» «Это, что ты называешь любовью?»              | Дэвид Гроссман      | Дэвид Шладуайлер и Валери А. Бротски | 12 февраля 2012  | 6,40                |
| 171     | 14         | «Get Out of My Life» «Убирайся из моей жизни»                               | Джеймс Хейман       | Синди Эппел                          | 19 февраля 2012  | 7,65                |
| 172     | 15         | «She Needs Me» «Я нужен ей»                                                 | Рэнди Зиск          | Джейсон Гэнзел                       | 4 марта 2012     | 8,21                |
| 173     | 16         | «You Take for Granted» «Принимать как должное»                              | Джефф Гринштайн     | Мэтт Берри                           | 11 марта 2012    | 8.39                |
| 174     | 17         | «Women and Death» «Женщины и смерть»                                        | Дэвид Гроссман      | Энни Уайсман                         | 18 марта 2012    | 9.03                |
| 175     | 18         | «Any Moment» «В любой момент»                                               | Ренди Зиск          | Шейла Лоуренс                        | 25 марта 2012    | 8,81                |
| 176     | 19         | «With So Little to Be Sure of» «Нет уверенности ни в чём»                   | Тара Николь Вейр    | Марко Пеннетт                        | 1 апреля 2012    | 8,49                |
| 177     | 20         | «Lost My Power» «Теряя свои силы»                                           | Дэвид Гроссман      | Венди Мерикл                         | 29 апреля 2012   | 8,02                |
| 178     | 21         | «The People Will Hear» «Люди услышат»                                       | Дэвид Уоррен        | Брайан Танен                         | 6 мая 2012       | 9,22                |
| 179     | 22         | «Give Me the Blame» «Отдай свою вину»                                       | Ларри Шоу           | Боб Дэйли                            | 13 мая 2012      | 11,12               |
| 180     | 23         | «Finishing the Hat» «Последний штрих, или прощай Вистериа Лейн»             | Дэвид Гроссман      | Марк Черри                           | 13 мая 2012      | 11,12               |